# 百球藨草
百球藨草（学名：Scirpus rosthornii），为莎草科藨草属下的一个植物种。分布于中国浙江、湖北、福建、广东、四川及云南。